# 伊藤誠一 (弁護士)
伊藤 誠一（いとう せいいち、1949年 - ）は、日本の弁護士。北海道大学大学院法学研究科特任教授や、札幌弁護士会会長、北海道弁護士会連合会理事長、日本弁護士連合会副会長等を務めた。

## 人物・経歴
北海道利尻郡沓形町（現利尻町）生まれ。1974年北海道大学法学部卒業。北海道大学大学院法学研究科特任教授等を務めた。2003年札幌弁護士会会長。2004年北海道弁護士会連合会理事長。2006年には日本弁護士連合会副会長として、日本共産党の志位和夫委員長らとともに、教育基本法改正への反対運動を行うなどした。

## 著書
- 『この若き過労死を見つめ続けて : 石川靖さんの遺族が会社に謝罪させるまでの３０ヶ月』（石川良美と共編）頒価不明 2003年
- 『北海道石炭じん肺訴訟』北海道大学出版会 2014年